# ميلوش كوسانوفيتش
ميلوش كوسانوفيتش (بالسيريلية الصربية: Милош Косановић) (مواليد 28 مايو 1990) لاعب كرة قدم صربي يجيد اللعب في الدفاع مع نادي عجمان الإماراتي. 

## روابط خارجية
ميلوش كوسانوفيتش على موقع اتحاد تركيا (لاعب) (الإنجليزية)
- ميلوش كوسانوفيتش على موقع قاعدة بيانات كرة القدم.إي يو (الإنجليزية)
- ميلوش كوسانوفيتش على موقع ناشيونال فوتبول تيمز (الإنجليزية)
- ميلوش كوسانوفيتش على موقع Soccerway.com (الإنجليزية)
- ميلوش كوسانوفيتش على موقع عالم كرة القدم.نت (الإنجليزية)
- ميلوش كوسانوفيتش على موقع AS.com (الإسبانية)